# Георги Иванов (политик)
Вижте пояснителната страница за други личности с името Георги Иванов.
Георги Иванов Церовски е български политик, деец на Демократическата партия, земевладелец, търговец и предприемач, общински съветник, кмет на град Фердинанд в периода (1908–1911 г.).

## Биография
Роден е през 1872 г. в с. Горно Церовене, Кутловишко и произхожда от фамилията Стаменовци. Завършва основно образование, бил е младши писар в общинското управление на гр. Фердинанд, по-късно предприемач, земевладелец и търговец в града. Той е сред учредителите, възстановили дейността на местното читалище „Разум“ през 1894 г., участва активно в обществено-политическия живот на града. През периода (1908–1911 г.) е кмет на гр. Фердинанд. Притежава къща, ниви, оризища, маслобойна, вършачка и чифлик край града. Собственик е на фирма за търговия с жито, добитък и предприемачество, извършва и търговска дейност с телеграфни стълбове от Лопушанския край. Поради нещастие в семейния му живот, той осиновява братовия си син Иван Ангелов, който се оженва за Вера, една от дъщерите на Камен Димов от известната фамилия Цонови и сестра на балерината Мария Димова. Фердинандският кмет Георги Иванов Церовски умира като вдовец в Михайловград на 18 октомври 1953 г. на 81-годишна възраст. 

## Политическа дейност
През май 1908 г. е назначен за председател на Общинската тричленна комисия в гр. Фердинанд. Избран е за общински съветник в изборите на 22 юни 1908 г. като представител на Демократическата партия и на първото заседание е избран за кмет на градската община. По време на неговото управление се осъществяват редица дейности за подобряване на условията за живот, за опазване на обществения ред и градоустройството на околийския център. Разширено е градското пазарище /дн. градска градина/ за създаване на по-добри условия за развитие на местния пазар, като средище за търговска дейност. Продължава работата по направа на бордюри от двете страни на шосето Лом – София и по приложението на градския план като са закупени технически съоръжения на стойност 700 лв. През 1910 г. към градската община, състояща се от гр. Фердинанд и с. Кошарник, се присъединява и близкото село Войници. Към общинското управление е открита длъжността „санитарен агент“, изкопани са 12 кладенци, в които са поставени чугунени помпи за осигуряване на достатъчно питейна вода. Извършено е номериране на сградите в общината за въвеждане на по-добър ред в техническото и административно обслужване на населението. С отделна кметска заповед е забранено скитането на домашни животни по улиците на града. Кметът подпомага читалищното ръководство да закупи отчуждена парцела на старото околийско управление за построяване на читалищна сграда. Общинският съвет отпуска парични средства на: Частното женско стопанско училище „Надежда“; за ремонт на местната синагога и на джамийското настоятелство за поправка на джамията. По повод на 100-годишнината на известния защитник на българската национална кауза – англичанина Уилям Гладстон са изпратени 50 лв. за закупуване на венец от името на българския народ. 
След прекратяване на дейността на общинския съвет през май 1911 г. са насрочени нови избори и е прекратен кметския мандат на Георги Церовски. През следващите десетилетия той продължава участието си в политическия и обществен живот в града и околията. През 1925 г. е член на Фердинандското околийско бюро на Демократическия сговор, в който участва и Демократическата партия. На 19 септември 1932 г. е проведено околийско събрание на Демократическата партия на което е одобрена дейността на правителството на Народния блок, в който водеща роля играе Демократическата партия. Георги Иванов Церовски е избран отново за член на Околийското бюро.